# سیارک ۳۷۰۶
سیارک ۳۷۰۶ (به انگلیسی: 3706 Sinnott، نامگذاری:1984SE3) سه هزار و هفتصد و ششمین سیارک کشف شده‌است که در ۲۸ سپتامبر ۱۹۸۴ کشف شد.
قدر مطلق سیارک برابر ۱۳٫۹۰ است.